# Поп (филм)
„Поп” је руски историјски филм редитеља Владимира Хотињенка. Први играни филм снимљен под покровитељством Московске патријаршије и уз активно учешће Патријарха московског и све Русије Алексија II.
Филм говори о једној од мало проучених страница у историји Великог отаџбинског рата - о активностима Псковске православне мисије. Од августа 1941. до фебруара 1944. године, свештеници из балтичких држава оживели су црквени живот на територијама које су окупирали Немци од Пскова до Лењинграда.

## Синопсис
Јуна 1941. мало село Тихое у Летонији. Настојатељ мале парохије, отац Александар Јонин, лежерно разговара са мајком Алевтином, бави се обичним световним пословима.
Почиње Велики отаџбински рат. Село је окупирано од стране Вермахта. Отац Александар одлучује да искористи сарадњу са непријатељем како би помогао људима. Снабдева храну, одећу и све што је потребно совјетским ратним заробљеницима у немачком концентрационом логору, усваја децу заробљеника Саласпилса и децу избеглице из опкољеног Лењинграда. Али након ослобођења села у јесен 1944. године, официри НКВД-а ухапсили су Александровог оца као сарадника и послали га у логоре Гулаг. Отпуштен из логора неколико година после рата, отац Александар је отишао да се замонаши у Псковско-печерски манастир.
Према речима режисера Владимира Хотињенка:
"...У филму нема идеолошког или дидактичког смисла, али то су открића која могу нешто да промене у уму. Уосталом, ми и даље немамо другу националну идеју осим победе у Великом отаџбинском рату. Памтимо је, поносимо се њом. Сада смо спремни да схватимо неке сложене странице рата које раније нисмо знали или нисмо могли да разумемо."